# Palka

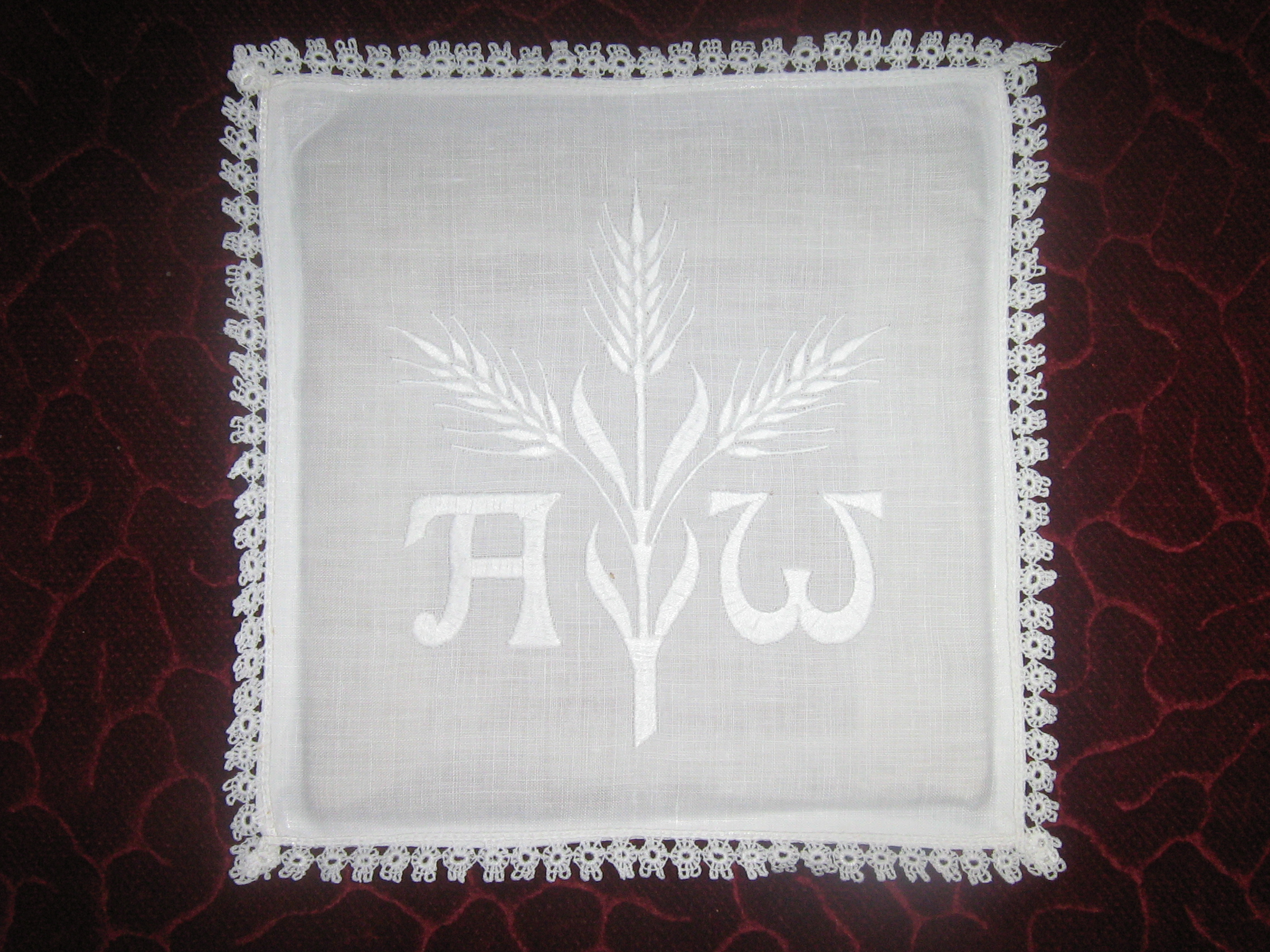
Tradycyjna palka

Palka (łac. palla, zasłona) – część bielizny kielichowej używanej w Kościele łacińskim.
W najczęściej spotykanej formie (w obrządku rzymskim) palka jest kwadratowym, usztywnionym materiałem służącym do przykrywania kielicha podczas Mszy św. Ma ona zabezpieczyć postać eucharystyczną wina przed zanieczyszczeniem np. przez owady zwabione zapachem wina. Pierwotnie funkcję tę pełnił korporał, który był bardzo duży i przykrywał kielich również od góry; palka pojawiła się w XII wieku, kiedy zaczęto używać małych korporałów.